# Rhacodactylus
Genre
Rhacodactylus est un genre de gecko de la famille des Diplodactylidae.

## Répartition
Les espèces de ce genre sont endémiques de Nouvelle-Calédonie.

## Description
Ce genre comprend des geckos de taille supérieur à 20 cm voire 30 cm. Ce sont des arboricoles nocturnes, ayant en général une queue préhensile. Certains de ces geckos possèdent également des pelotes adhésives sous la queue (setae).
Ils se nourrissent dans les arbres d'insectes, de fruits et parfois d'oiseaux, de petits mammifères ou de petits reptiles.

## Liste des espèces
Selon The Reptile Database (12 janvier 2013) :
- Rhacodactylus auriculatus (Bavay, 1869)
- Rhacodactylus leachianus (Cuvier, 1829)
- Rhacodactylus trachycephalus Boulenger, 1878
- Rhacodactylus trachyrhynchus Bocage, 1873

## Taxinomie
Certaines classifications associaient des espèces d'Australie avec le genre Rhacodactylus, Vences et al., 2001, elles sont désormais classées dans le genre Pseudothecadactylus.
En 2012, ce genre a été démembré en Rhacodactylus sensu stricto, Correlophus et Mniarogekko.

## Publication originale
- Fitzinger, 1843 : Systema Reptilium, fasciculus primus, Amblyglossae. Braumüller et Seidel, Wien, p. 1-106. (texte intégral).